# Adelaide Adrenaline
L'Adelaide Adrenaline est un club semi-professionnel de hockey sur glace de Thebarton, dans les faubourgs d'Adélaïde en Australie. Il évolue dans l'AIHL.

## Historique
Le club a été créé au début de Juillet 2008, en remplacement de l'Adelaide Avalanche après le rachat de la franchise. Le club reprend les joueurs de l'équipe défunte, et termine son calendrier.
En 2009, ils remportent la coupe Goodall, et sont finalistes lors de la saison 2010

## Palmarès
- Vainqueur Coupe Godball : 2009